# Emmanuel Rivière
Emmanuel Rivière (Le Lamentin, Francia, 3 de marzo de 1990) es un futbolista francés que juega como delantero y se encuentra sin equipo tras ser despedido por el F. C. Crotone de Italia.
Emmanuel principalmente juega como delantero centro, pero también puede jugar en posiciones laterales o más caído a banda. Ha sido internacional en todas las categorías inferiores hasta llegar a la selección sub-21 francesa.

## Inicios de su carrera

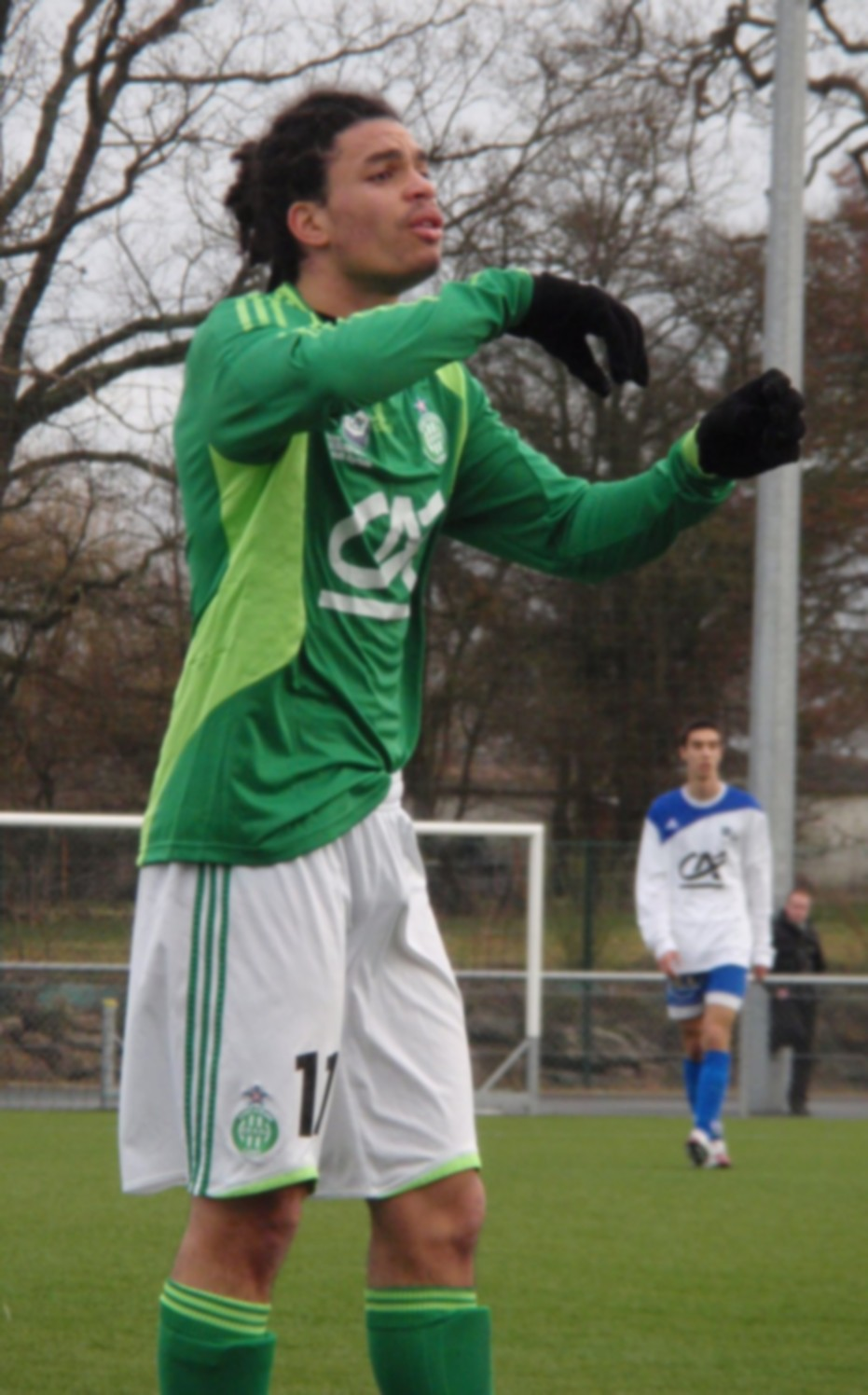
Emmanuel Rivière en sus inicios como jugador de fútbol.

Rivière comenzó su carrera futbolística jugando en el departamento francés de ultramar de Martinica para el equipo local, Espoir Sainte-Luce en la comuna de Sainte-Luce. 
Atrajo el interés de clubes franceses en el continente después de sus actuaciones en la Coupe Nationale des 14 ans, que se celebró en la academia Clairefontaine. 
Grandes clubes comenzaron a seguir sus actuaciones, algunos de ellos fueron París Saint-Germain, Olympique Lyonnais, y Saint Ètienne.
Finalmente se decidió fichar por este último club en cuestión, citando la historia del club diciendo: "La ASSE es una leyenda en Martinica. Son un club muy grande. Mi familia estaba feliz de que firmara con el Saint-Étienne. Mi padre, que sigue mucho el fútbol, habla sobre ellos a menudo".

## Trayectoria

### Association Sportive de Saint-Étienne
Durante sus primeros años en el club, el exdelantero del Saint-Étienne, Frédéric Piquionne, natural de Martinica, le sirvió como mentor. Rivière hizo su debut en el equipo de reservas a la edad de 16 años. Durante el verano de 2008 firmó su primer contrato profesional por tres años, lo que lo mantuvo con el equipo de Rhône-Alpes hasta 2011. Luego fue promovido oficialmente al primer equipo y se le asignó el dorsal número 29.
Durante ese período de 2008, el futbolista no fue citado por la selección nacional francesa. 
Su debut profesional se dio el 3 de enero de 2009 en un partido de Copa de Francia ante el FC Girondins de Burdeos. Aquel partido finalizó con una victoria para su equipo con un resultado de 1-0 con gol de Bafétimbi Gomis en el minuto 74. 
Por otro lado, su debut en la Ligue 1 el 31 de enero de ese mismo año, en un partido contra el Olympique Lyonnais. El mismo finalizó en empate 1-1. 
El primer gol de Rivière para el Saint-Étienne, llegó el 13 de mayo de 2009 en la victoria 4-2 sobre el club Le Havre. 
Debido a la salida de Gomis, lesiones de los delanteros Kevin Mirallas e Ilan, sumado a la llegada tardía del argentino Gonzalo Bergessio, Rivière comenzó la temporada 2009-10 como primera elección para el puesto de delantero en su club.
El 15 de agosto, el futbolista anotó su primer gol de la temporada, en una derrota por 3-1 del club de Toulouse. Luego a raíz de la inclusión de Bergessio en el equipo, Emmanuel fue desplazado a la función de extremo. El 9 de enero de 2010, marcó el primer gol en la victoria de su equipo en la Copa de Francia por 4-1 sobre el FC Lorient. A la semana siguiente, marcó otro gol en la victoria 2-1 sobre Grenoble. En febrero y marzo de ese mismo año, Rivière marcó cinco goles en siete partidos. Su club solo había perdido uno de esos siete partidos disputados en tal período, lo que sacó al club de la zona de descenso. 
El futbolista también había abierto el marcador en los partidos contra Lyon y Lille, ambos terminaron en empate, y luego anotó el gol de la victoria contra el Montpellier. El 5 de mayo, Rivière anotó otro tanto, el de la victoria, esta vez contra Boulogne. Ese resultado de 1-0 aseguró la permanencia del Saint-Étienne otra campaña más en la Ligue 1. 
El 22 de julio de 2010, Rivière firmó una extensión de contrato por tres años más con el Saint-Étienne hasta junio de 2014. Antes de esa ansiada firma del acuerdo, atrajo el interés del Toulouse FC, que también se encontraba disputando la Ligue 1 y del conjunto alemán TSG 1899 Hoffenheim de la 1. Bundesliga.

### Toulouse Football Club
El 12 de julio de 2011, el club francés confirmó que Emmanuel Rivière se había unido al club con un contrato de cuatro años. La cuota del traspaso fue de 6 millones de Euros.
A mitad de la temporada 2012/13, es traspasado al AS Mónaco de la segunda división francesa por 4 millones de euros. En total disputó en un año y medio 47 partidos y convirtió 10 goles con el Toulouse.

### AS Mónaco
A comienzos de 2013, en enero, se incorpora al AS Mónaco, que en ese entonces disputaba la segunda división de Francia, por 2 años y medio. Durante su primer semestre solo convirtió 4 goles en 14 partidos (solo 4 de titular) no obstante lograron ganar la Ligue 2 y por lo tanto lograr el ascenso. Para el comienzo de la temporada siguiente el club incorpora a jugadores como Radamel Falcao, James Rodríguez y João Moutinho con lo cual queda relegado al banco de suplentes, no obstante en la primera fecha de la Ligue 1 2013/14 convierte un gol jugando solo los últimos 8 minutos de juego frente al Burdeos en la victoria 0 a 2 del AS Mónaco en su regreso a primera división, el otro gol lo convirtió Radamel Falcao Garcia. Se consolida en el equipo titular del AS Mónaco en la segunda fecha de la liga francesa al ser titular y convertir un triplete en la victoria 4 a 1 del AS Mónaco frente al Montpellier, logrando así 5 goles en 2 partidos, el otro gol lo volvería a anotar Radamel Falcao.

### Newcastle United
El 16 de julio de 2014, se anunció el traspaso de Rivière al Newcastle United.

### FC Metz
En julio de 2017, se anuncia su fichaje por el FC Metz de la Ligue 1, máxima categoría del fútbol francés.

## Carrera internacional
Rivière fue internacional con Francia ya desde joven, habiendo jugado en todos los niveles del seleccionado francés, que comienzan con el equipo sub-16 y llegando hasta el equipo sub-21.
Con los menores de 16 años, solo dos apariciones, jugando dos partidos amistosos contra Rumania. 
Con la selección sub-17, hizo su debut en el empate 1-1 contra Inglaterra en la Copa del Algarve, aunque no llegó a formar parte del equipo para el Europeo sub-17 de 2007 de la UEFA de Fútbol, sí logró estar en la Copa Mundial de la FIFA sub-17 de 2007, celebrada en Corea del Sur. Además jugó un papel decisivo en la victoria por 2-1 del equipo sobre Japón, en donde asistió en el primer gol en el minuto 68 y anotó el gol de la victoria dos minutos después. El resultado clasificó al equipo para los octavos de final, donde fueron eliminados en los penaltis 5-4 por España luego de que el partido terminará 1-1 en tiempo extra.
Emmanuel Rivière se convirtió en habitual con la selección sub-18, haciendo su debut en el torneo Limoges de Tournio, en el cual anotó dos goles, uno contra Escocia y el otro contra Estados Unidos. El 13 de marzo de 2008, marcó el único gol de Francia en el empate 1-1 con Alemania. Anotó el último gol para su equipo en el primer partido de la fase de grupos contra el anfitrión en la Copa, Eslovaquia. El seleccionado de Francia perdió ese partido 3-2. 
Rivière debutó  con la selección sub-19 en la edición 2008 de la Copa Sendai en septiembre de ese mismo año. Sin embargo, su alta participación jugando con el primer equipo de Saint Ètienne, le hizo quedar fuera del equipo nacional para la primera ronda de clasificación para el Europeo 2009 con la selección sub-19 de fútbol. 
Su regreso a la selección se dio el 29 de abril de 2009 anotando dos goles en la victoria 7-0 contra Finlandia y fue seleccionado posteriormente para participar en el torneo de la UEFA. Jugaría los cuatro partidos del equipo, incluyendo la semifinal, donde sufrieron la eliminación perdiendo 3-1 en tiempo extra contra Inglaterra.
El 25 de febrero de 2010, fue seleccionado para el equipo sub-21 por primera vez para un amistoso contra Croacia, el 2 de marzo de ese mismo año. 
Hizo su debut con la selección sub-21 en el partido inicial en la banda derecha, dando la asistencia en el primer gol anotado por Nolan Roux en el minuto 19. Finalmente Francia ganó el partido 3-1. 
En el siguiente partido del equipo ante Argentina en mayo de 2010, anotó su primer gol con la sub-21 en el empate 3-3.

## Clubes
Actualizado al último partido jugado el 9 de mayo de 2021.
| A. S. Saint-Étienne Francia | 1.ª           | 2008-09       | 8   | 1  | 0  | 0 | 2 | 0 | 10  | 1  | 0,1  |
| A. S. Saint-Étienne Francia | 1.ª           | 2009-10       | 30  | 8  | 4  | 1 | - | - | 34  | 9  | 0,26 |
| A. S. Saint-Étienne Francia | 1.ª           | 2010-11       | 35  | 8  | 3  | 0 | - | - | 38  | 8  | 0,21 |
| A. S. Saint-Étienne Francia | Total club    | Total club    | 73  | 17 | 7  | 1 | 2 | 0 | 82  | 18 | 0,22 |
| Toulouse F. C. Francia | 1.ª           | 2011-12       | 26  | 5  | 0  | 0 | - | - | 26  | 5  | 0,19 |
| Toulouse F. C. Francia | 1.ª           | 2012-13       | 18  | 4  | 3  | 1 | - | - | 21  | 5  | 0,24 |
| Toulouse F. C. Francia | Total club    | Total club    | 44  | 9  | 3  | 1 | 0 | 0 | 47  | 10 | 0,21 |
| A. S. Mónaco F. C. Francia | 2.ª           | 2012-13       | 14  | 4  | 0  | 0 | - | - | 14  | 4  | 0,29 |
| A. S. Mónaco F. C. Francia | 1.ª           | 2013-14       | 30  | 10 | 6  | 3 | - | - | 36  | 13 | 0,36 |
| A. S. Mónaco F. C. Francia | Total club    | Total club    | 44  | 14 | 6  | 3 | 0 | 0 | 50  | 17 | 0,34 |
| Newcastle United F. C. Inglaterra | 1.ª           | 2014-15       | 23  | 1  | 5  | 2 | - | - | 28  | 3  | 0,11 |
| Newcastle United F. C. Inglaterra | 1.ª           | 2015-16       | 3   | 0  | 0  | 0 | - | - | 3   | 0  | 0    |
| Newcastle United F. C. Inglaterra | Total club    | Total club    | 26  | 1  | 5  | 2 | 0 | 0 | 31  | 3  | 0,1  |
| C. A. Osasuna · España | 1.ª           | 2016-17       | 15  | 0  | 2  | 0 | - | - | 17  | 0  | 0    |
| C. A. Osasuna · España | Total club    | Total club    | 15  | 0  | 2  | 0 | 0 | 0 | 17  | 0  | 0    |
| F. C. Metz Francia | 1.ª           | 2017-18       | 28  | 5  | 3  | 1 | - | - | 31  | 6  | 0,19 |
| F. C. Metz Francia | 2.ª           | 2018-19       | 15  | 2  | 2  | 1 | - | - | 17  | 3  | 0,18 |
| F. C. Metz Francia | Total club    | Total club    | 43  | 7  | 5  | 2 | 0 | 0 | 48  | 9  | 0,19 |
| Cosenza Calcio · Italia | 2.ª           | 2019-20       | 31  | 13 | 0  | 0 | - | - | 31  | 13 | 0,42 |
| Cosenza Calcio · Italia | Total club    | Total club    | 31  | 13 | 0  | 0 | 0 | 0 | 31  | 13 | 0,42 |
| F. C. Crotone · Italia | 1.ª           | 2020-21       | 21  | 1  | 0  | 0 | - | - | 21  | 1  | 0,05 |
| F. C. Crotone · Italia | Total club    | Total club    | 21  | 1  | 0  | 0 | 0 | 0 | 21  | 1  | 0,05 |
| Total carrera | Total carrera | Total carrera | 297 | 62 | 28 | 9 | 2 | 0 | 327 | 71 | 0,22 |
| (1) Incluye datos de la Copa de Francia (2008-11, 2013/14) y Copa de la Liga de Francia (2008-11, 2013/14). (2) Incluye datos de la Liga Europea de la UEFA (2008-09). (3) Media de goles por encuentro. No incluye goles en partidos amistosos. |               |               |     |    |    |   |   |   |     |    |      |

## Palmarés

### Títulos nacionales
| Título  | Club               | País    | Año     |
| ------- | ------------------ | ------- | ------- |
| Ligue 2 | A. S. Mónaco F. C. | Francia | 2012-13 |